# Zugspitzeck
Das Zugspitzeck ist eine 2815 m ü. NHN hohe Graterhebung des Zugspitzkamms, an der Grenze zwischen Österreich und Deutschland.

## Lage
Das Zugspitzeck liegt 1,2 Kilometer südwestlich der Zugspitze. Im Nordosten schließt sich die Zugspitze selbst und im Süden, über die Schneefernerscharte, der Schneefernerkopf (2875 m) an. Als Teil der Plattumrahmung stellt sie dabei den nordwestlichen Eckpfeiler des Zugspitzmassivs dar. Unterhalb des Zugspitzecks befindet sich der nördliche Schneeferner.

## Karten
- Alpenvereinskarte 1:25.000, Blatt 4/2, Wetterstein- und Mieminger Gebirge.
- Kompass Wander-, Bike und Skitourenkarte: Blatt 25 Zugspitze, Mieminger Kette (1:50.000). Kompass-Karten, Innsbruck 2008, ISBN 978-3-85491-026-8